# 戴九玄
戴九玄（16世紀—1622年），字太圓，一字玉汝，號園客，江西瑞州府新昌縣人，明朝政治人物。

## 生平
戴九玄在萬曆三十一年（1603年）中舉人，次年（1604年）聯捷進士，歷任棗強、臨安、會稽、文安四縣知縣，之後陞任都察院經歷、工部虞衡司員外郎，負責管理街道、清理溝渠。
戴九玄個性剛正，不避諱權貴，十年工部不曾收受一錢，賢人都出自他門下，包括被魏忠賢迫害致死的魏大中，因此人們都說他知人。其後他在租屋城內九年，於匡山結社、留心學術；辭官回鄉後寄情詩酒，澹泊過活；有《工部稿》、《匡山社集》、《酒人游饑驅名陸沈集》、《落花吟》十多本作品流傳，死後得祭祀在棗強、臨安、會稽、文安四縣的名宦祠，以及南安府、瑞州府的鄉賢祠。

## 家族
妻卢氏，继室凌氏。有三子戴国士（字初士）、戴国吉（字初吉）、戴国赤（字初赤）。

## 引用
1. ↑  《万历三十二年甲辰科进士履历便览》：戴九玄，園客，乙酉九月二十一日生，吏部政，乙巳授枣强知县，丁未调浙江临安知县，戊申调會稽縣，庚戌考察，甲寅補文安知县，乙卯升都察院经历，丁丑升工部员外，管理街道，养病。曾祖一本，祖来禄，父圣明。
2. 1 2  同治《新昌縣志·卷十六·人物志七》：戴九元，字玉汝，號大圓，別號圓客，宣風鄉人。萬厯甲辰進士，厯知棗強、臨安、會稽、文安四縣，陞都察院經厯、工部虞衡司員外郎，管理街道，清浚溝渠；秉性剛正，不避權貴，十年郎署一錢不名人賢之門下士，給事魏大中以忤逆璫斃詔獄，時論稱知人。九年僦居會城，結社匡山，留心學術；挂冠歸後放情詩酒，環堵蕭然泊如也。所著有《工部稿》、《匡山社集》、《酒人游饑驅名陸沈集》、《落花吟》十餘種，崇祀棗強、臨安、會稽、文安名宦祠，南瑞兩郡鄉賢祠。
3. ↑  同治《新昌縣志·卷十二·人物志三》：萬厯三十一年癸卯科（舉人）……戴九元 見進士